# Joshua Whitehead
Joshua Whitehead   (Canadà, 5 de gener de 1989) és un poeta, novel·lista, assagista i acadèmic canadenc de les Primeres Nacions i de gènere dos esperits. Concretament, com a Oji-Cree, prové de la Primera Nació Peguis a la província de Manitoba. Així, és no-binari, i empra el pronom masculí he. A més, és professor adjunt de Literatura Anglesa a la Universitat de Calgary.
Va començar a publicar poesia mentre estudiava un pregrau de psicologia a la Universitat de Winnipeg. Després d'ingressar en un postgrau de literatura indígena a la Universitat de Calgary, el segell editorial independent Talonbooks va publicar-ne el poemari de debut Full Metal Indigiqueer el 2017. L'obra inicialment va estar nominat a un Premi Literari Lambda en la categoria de Poesia Transgènere el 2018, però Whitehead va refusar d'optar-hi perquè com a dos esperits no es considera una persona transgènere.
La seva primera novel·la, Jonny Appleseed, va ser publicada per Arsenal Pulp Press el 2018. El mateix any, Whitehead va arribar a finalista al Premi Dayne Ogilvie d'escriptors canadencs LGBTI. A banda, el llibre va ser nominat en primera instància al Premi Scotiabank Giller del 2019, i finalista en el Premi del Governador General de ficció en anglès, i en el Premi Canadenc de Primera Novel·la d'Amazon del 2019. Finalment, l'obra va guanyar el Premi Literari Lambda de ficció gai el 2019. Jonny Appleseed també va ser el llibre defensat en la competició Canada Reads del 2021 que en va sortir victoriós, gràcies a l'actriu canadenca, indígena i queer Kawennáhere Devery Jacobs.
Love After the End: An Anthology of Two-Spirit and Indigiqueer Speculative Fiction, una antologia autoeditada, va merèixer el Premi Literari Lambda d'Antologia LGBTQ del 2021. Alguns dels escriptors que hi apareixen són Nathan Niigan Noodin Adler, Darcie Little Badger, Gabriel Castilloux Calderon, Adam Garnet Jones, Mari Kurisato, Kai Minosh Pyle, David Alexander Robertson, jaye simpson i Nazbah Tom.
La següent publicació de Whitehead està programada per al 23 d'agost de 2022 i es titula Making Love With the Land. És una antologia pròpia que explora la indigenitat, el fet de ser queer, el comunitarisme i la salut física i mental a través de l'assaig, la memòria, i confessions personals.